# Britannia (brädspel)
Britannia (brädspel) är ett historiskt brädspel om Storbritanniens historia av Lewis Pulsipher från 1986.
Britannia gavs ut av det amerikanska spelföretaget Avalon Hill 1987, men hade året innan publicerats i Storbritannien av Gibson Games. Det behandlar Storbritanniens historia från antiken, folkvandringstiden och till början av högmedeltiden (från den romerska erövringen 43 f.Kr. till normandernas invasion på 1000-talet) och fokuserar på migration och krigföring.  Spelet blev populärt i konfliktspelskretsar såväl internationellt som i Sverige. Spelsystemet fick flera efterföljare som behandlade andra regioners historia, t ex Maharaja (Indien) och Italia (italienska halvön). Fantasy Flight Games gav ut en reviderad andra utgåva 2005.
Spelets uppfinnare Lewis Pulsipher har även konstruerat en tredje expanderad utgåva vilken ännu är outgiven.